# Acquasparta
Acquasparta là một đô thị ở tỉnh Terni (Umbria, miền trung Italia). Đô thị này nằm trên một ngọn đồi trong thung lũng Naia và con sông cùng tên nhìn ra dãy núi Monti Martani.
Đô thị này cũng nằm giữa hai suối nước nóng Amerino và Furipane.